# Béryllium 8
table
Le béryllium 8, noté 8Be, est l'isotope du béryllium dont le nombre de masse est égal à 8 : son noyau atomique compte 4 protons et 4 neutrons avec un spin 0+ pour une masse atomique de 8,005 305 1 g/mol. Il est caractérisé par un excès de masse de 4 941,6 keV et une énergie de liaison nucléaire par nucléon de 7 062,43 keV. Il s'agit d'un nucléide α, dont le noyau est très instable et se désintègre par radioactivité α en émettant deux particules α, c'est-à-dire deux noyaux 4
2He, avec une période radioactive de l'ordre de 8,19 × 10−17 s.
Le béryllium 8 est un nucléide important en astrophysique du point de vue de la nucléosynthèse stellaire car, en dépit de sa grande instabilité, c'est un intermédiaire clé de la réaction triple alpha 4
2He (α, γ) 8
4Be (α, γ) 12
6C ouvrant la voie à la nucléosynthèse d'éléments plus lourds à l'issue de la chaîne proton-proton. Ses propriétés particulères ont donné lieu à des hypothèses sur l'ajustement fin de l'Univers ainsi qu'à des hypothèses sur l'évolution cosmologique d'un Univers où le béryllium 8 aurait été stable.

## Propriétés
Le béryllium 8 se désintègre par émission α avec une énergie d'environ 92 keV et une résonance large d'à peine 6 eV. Le noyau d'hélium 4 est particulièrement stable, ayant un nombre magique à la fois de protons et de neutrons et une énergie de liaison par nucléon de 7 074 keV/nucléon, plus élevée que celle du 8Be. Dans la mesure où son énergie totale est supérieure à celle de deux noyaux d'hélium 4, sa désintégration en deux particules α est énergétiquement favorable, et la nucléosynthèse de 8Be à partir de 4He est endothermique,.
La désintégration du 8Be est facilitée par la structure de son noyau. Celui-ci est très déformé, et l'on pense qu'il relève davantage d'un assemblage de type « moléculaire » composé de deux particules α très faciles à séparer. Alors que bien d'autres nucléides α peuvent présenter des isomères « moléculaires » hautement instables qui ne peuvent exister que pendant des durées infinitésimales, il se trouve que 8Be est précisément dans son état fondamental sous cette forme de noyau composé de deux particules α et peut subsister ainsi pendant un temps certes très bref — 8,19 × 10−17 s — mais néanmoins suffisamment long pour permettre des interactions avec d'autres particules, condition nécessaire à l'existence même de la réaction triple alpha permettant la nucléosynthèse du carbone 12.
Le béryllium 8 présente par ailleurs plusieurs isomères nucléaires. Ce sont des états de résonance à l'existence très brève, dont l'amplitude peut atteindre plusieurs mégaélectron-volts et caractérisés par des isospins variables, qui retournent rapidement à l'état fondamental ou se désintègrent en deux particules α.

## Rôle dans la nucléosynthèse stellaire
La très brève demi-vie du béryllium 8 constitue un goulot d'étranglement à la fois lors de la nucléosynthèse primordiale et au cours de la nucléosynthèse stellaire, car elle nécessite une vitesse de réaction très élevée pour permettre la formation de carbone 12. En l'occurrence, la fusion d'une particule α avec un noyau de béryllium 8 avant qu'il se désintègre peut donner du carbone 12 selon une réaction théorisée dès le début des années 1950,.
La réaction triple alpha de production du 12C est favorisée lorsque la concentration de 8Be représente environ 10−8 fois celle de 4He, ce qui survient lorsqu'il se forme plus vite qu'il se désintègre. Ceci n'est cependant pas suffisant, car la collision d'une particule α avec un noyau de 8Be a une probabilité plus élevée de briser ce dernier en deux particules α par fission que de former un noyau de 12C par fusion, de sorte que la vitesse de réaction resterait insuffisante pour expliquer le taux de 12C observé dans l'Univers. La solution est venue en 1954 de la conjecture par Fred Hoyle de l'existence d'un isomère particulier du carbone 12 dont l'énergie correspondrait à celui de la réaction triple alpha, ce qui favoriserait la formation de 12C malgré l'instabilité du 8Be. L'existence de cette résonance particulière, dite état de Hoyle, a été confirmée expérimentalement peu après ; sa découverte a contribué à la formulation du principe anthropique et de l'hypothèse de l'ajustement fin de l'Univers.

## Désintégration inattendue et spéculation sur une5eforcefondamentale
Une expérience réalisée en 2015 à l'Institut de recherche nucléaire de l'Académie hongroise des sciences à Budapest (Atomki (en)) a observé une anomalie dans la désintégration des états excités du béryllium 8 à 17,64 et 18,15 MeV obtenus par irration de 7Li par des protons. Cette anomalie se manifeste sous la forme d'un pic de désintégrations créant des paires électron-positron à un angle de 140° avec une énergie combinée d'environ 17 MeV. Cette observation d'écart type 6,8 σ a été expliquée par l'existence d'un hypothétique boson de jauge protophobique « X » appelé particule X17 en référence au niveau d'énergie concerné. Ce boson serait responsable d'une 5e force (en) agissant à courte distance (12 fm) et pouvant expliquer la désintégration de ces états excités du 8Be. L'expérience a été renouvelée en 2018 et observa la même anomalie, et a permis d'estimer la masse de l'hypothétique boson X17 à 17,01 ± 0,16 MeV/c2. Alors que d'autres observations de cette nouvelle particule sont en prépublication, la communauté scientifique demeure prudente.

## Univers hypothétiques à béryllium 8 stable
Dans la mesure où le béryllium 8 se dissocie avec une énergie d'à peine 92 keV, des théoriciens ont spéculé sur l'ajustement de certaines constantes physiques telles que la constante de structure fine α susceptible de stabiliser l'énergie de liaison du 8Be et de prévenir sa désintégration α. Ceci a conduit à des spéculations sur des scénarios hypothétiques dans lesquels 8Be est stable dans des univers dont les constantes fondamentales sont différentes.
Ces études ont suggéré que la disparition du goulot d'étranglement au niveau du 8Be résulterait en un mécanisme de réaction très différent au cours de la nucléosynthèse primordiale et de la réaction triple alpha ainsi qu'en une abondance relative différente des éléments plus lourds. Dans la mesure où la nucléosynthèse primordiale s'est déroulée pendant une brève période de temps au cours de laquelle les conditions nécessaires étaient réunies, il est probable qu'il n'y aurait pas eu de différence significative dans la production de 12C même si le 8Be avait été stable. Cependant, du 8Be stable permettrait des réactions alternatives à la fusion de l'hélium telles que 8Be + 4He et 8Be + 8Be donnant lieu à une phase de « fusion du béryllium » qui résulterait en des abondances relatives différentes de 12C, de 16O et d'autres isotopes plus lourds, les isotopes 1H et 4He demeurant les plus abondants dans ce cas-là également. Ceci aurait également un impact sur l'évolution stellaire en déclenchant plus rapidement la fusion de l'hélium, qui s'en trouverait accélérée, d'où une séquence principale différente.